# 回折格子

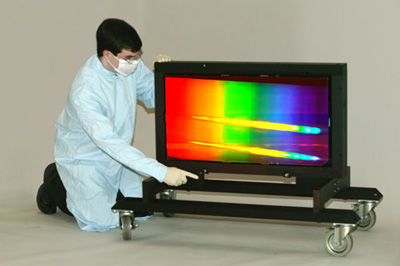
実験用の超大型回折格子

回折格子（かいせつこうし）とは、格子状のパターンによる回折を利用して干渉縞を作るために使用される光学素子の総称。グレーティング（英: diffraction grating）とも呼ばれる。格子パターンは直線状の凹凸がマイクロメートルサイズの周期で平行に並んで構成されていることが多い。ただしその周期、材質やパターン厚（凹凸の差厚）などは、用途や使用する波長域によって適宜異なる。主に物理学・化学分野で分光素子として用いられるものの、用途は一概には言えない。
回折格子による干渉縞が見られる身近な例としては、CDが挙げられる(後述）。ただしCDは、構造的に回折格子になっているものの、情報の読み取りに回折を利用しているわけではない。

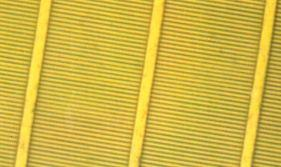
観測衛星チャンドラのスペクトロメーターに使用された回折格子

## 概要

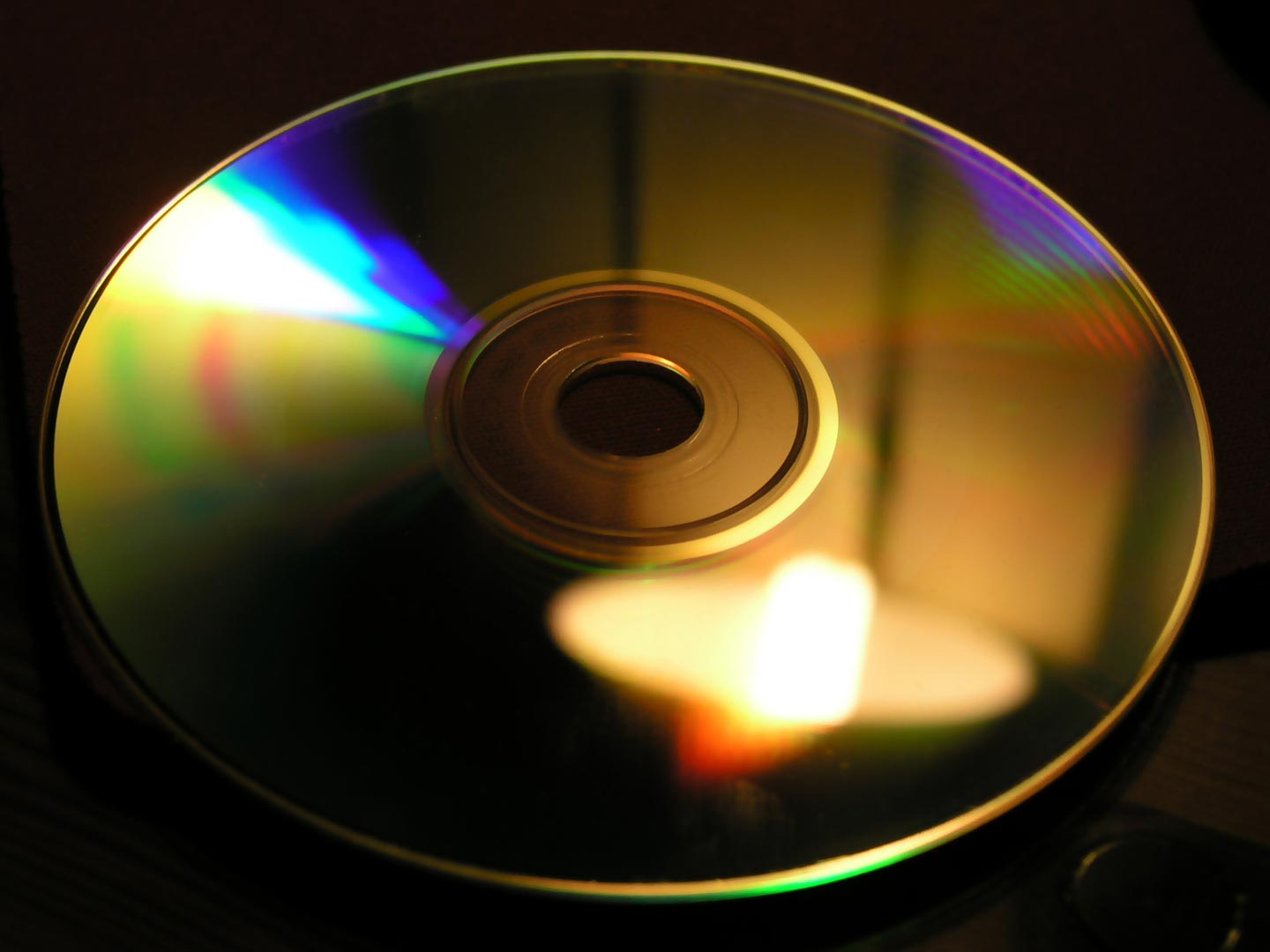
CDの読み取り面の格子状構造による分光現象

回折格子を用いて得られる効果としてわかりやすいものは、CDの読み取り面に太陽光や室内光を当てたときに虹色に輝いて見える現象である。これはプリズムに光を通したときに見られる現象と似てはいるが、プリズムでは光の屈折によって色が分離する（スペクトルが表れる）のに対し、回折格子では光の回折と干渉によってスペクトルが見えている。また、単一方向から光を入射しスクリーンにスペクトルを投影してみると、プリズムで観察されるスペクトルのパターンは単に光の波長の順に並んだものであろうが、回折格子で観察されるものはそれを周期的にくり返したような形になるはずである。この分光能力により理化学機器のスペクトロメーターや光学用のモノクロメーターの構成要素として回折格子が使われることが多い。
回折格子というと線が平行に走った単純な格子状のものを連想しやすく、以上の説明もそのようなものを想定して行ってきたが、パターンの形、周期、断面形状は様々であり、材質や製造法も場合によって異なる。また、回折の起こし方にも数種類ある。分光素子としてではなく、イメージング分野で光の位相分布を画像化するために用いられることもあり、同様の分野で使用されている回折格子と類似の構造を持つ光学素子としてホログラムやゾーンプレート（X線顕微鏡で使用される回折レンズの一種）などがある。また、加速された中性子のような波動性を持つ粒子（物質波）のための特殊な回折格子もある。

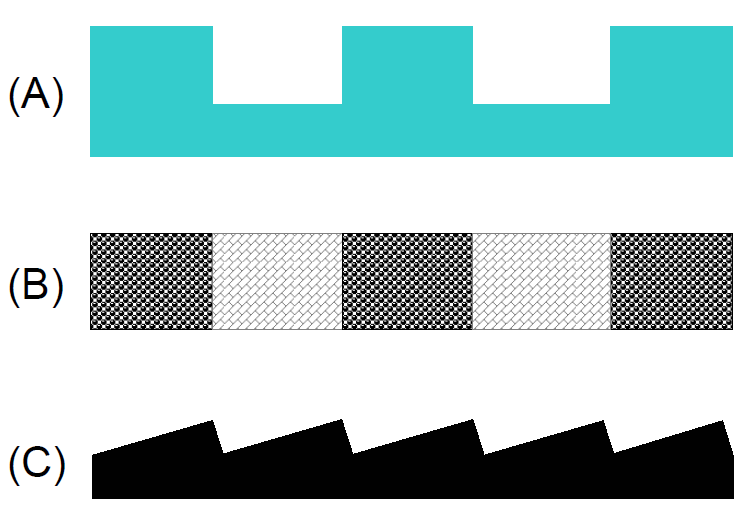
回折格子の断面の例の模式図。(A)はガラス板に溝を彫った場合など。(B)のブロックの模様の違いは屈折率の違いを表す。(C)は鋸歯の各表面で反射が起こるタイプで、分光素子として主に用いられる。

モデルとしてよく説明される回折格子は光を通すブロックと遮蔽するブロックが交互に並んだものだが、光を遮蔽せずとも隣り合うブロックを通過する光どうしに一定の行路差（位相差）がつけば回折は起こる。そこで、凹凸により行路差をつけるタイプ、屈折率の違いによって行路差をつけるタイプ、鋸歯状断面での反射により行路差をつけるタイプ（ブレーズ回折格子）などがよく用いられる。また、光の一部を遮蔽してしまうと光子数が減って損をするので、実際には上記3種のような光強度が減衰しない回折方式を採ることがほとんどである。
通常よく見られる回折格子は多数の直線が平行に並んだ1次元パターンを持つものである。実用ではこのパターンの回折格子が多くを占めるが、イメージング分野で使用される回折レンズは同心円状のパターンを有している。回折レンズは回折格子と同様の仕組を持ち、フレネル回折領域の干渉縞をある一点（焦点）に生じさせることでレンズの役割を果たす光学素子であり、そのために同心円状パターンの間隔は中心から端に向かって徐々に小さくなっている。
この他、原理的にはどのような2次元図形格子でも回折と干渉を起こし得るし、ホログラムも回折格子の一種とみなせばそのパターン形は無数にあると言える。

## 形状による分類
平面型
平面ガラス板にアルミニウムなどの金属を蒸着し、その面上に溝を刻んだものが平面型の回折格子である。平面型回折格子には、透過回折光を用いる透過型と、反射回折光を用いる反射型がある。
凹面型
球面形の凹面に溝を刻んだものが凹面型の回折格子である。凹面回折格子によって反射された光で回折が起こる。凹面型回折格子を分散型回折格子として用いる場合は、ローランド円の上に入射スリットと検出器を配置させる。非球面のものとしては、トロイダル面や楕円の凹面回折格子がある。

## 光の散乱方向による分類
透過型
平面回折格子では、透明な材質の表面に等間隔の溝を刻線した回折格子を光が透過し、その透過光で回折現象が起こる。透過型の回折格子は、フィルターとして用いられる。また回折現象として分かりやすいため教育分野では透過型の回折格子による説明が行われることが多い。分散型分光器として透過型回折格子が用いられることも無いわけではないが、反射型回折格子を用いる分光器の方がより一般的である。
反射型
回折格子によって反射された光による回折を利用したものを反射型回折格子という。一般的に用いられている回折格子の大半が、この反射型回折格子である。反射型および透過型回折格子は、溝の面の角度（ブレーズ角）を一定方向にそろえることで、特定の波長領域の回折光のエネルギーを強めることができる。この溝の角度を制御した回折格子をブレーズド回折格子という。

## 製造法
回折格子を身近なもので作ろうと思えば、だいたい1 mm以下の周期でガラス板に溝を平行に刻んだり、透明シートに黒い線を印刷したりすれば可視光用の回折格子として機能し得る。
機械刻線
機械的にダイヤモンドカッターなどで溝を刻線する方法。
リソグラフィ
工業製品としての回折格子はフォトリソグラフィの技術を用いて量産されることが多い。
レプリカ回折格子
リソグラフィで作成したマスターと呼ばれる型からプラスチック製のレプリカを作成し、それをガラス板に貼り付けてアルミニウムなどの金属を蒸着させる場合もある。
ホログラフィック回折格子
ホログラフィによって感光性物質にパターン形状を露光し、感光した部分の屈折率が変わることを利用して回折格子とする量産法もある。
その他
オーダーメイドで作成される場合は電子線描画などの特殊な方法が採られることも多い。

## 原理

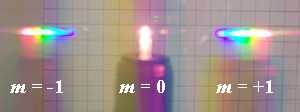
電球の光（多色光）を用いたときの-1次,0次,+1次干渉縞。0次干渉縞はすべての色成分が同じ位置で重なっているので電球の光と同色だが、-1次および+1次干渉縞は各色成分により縞の形成される位置が異なるためスペクトル状になっている。

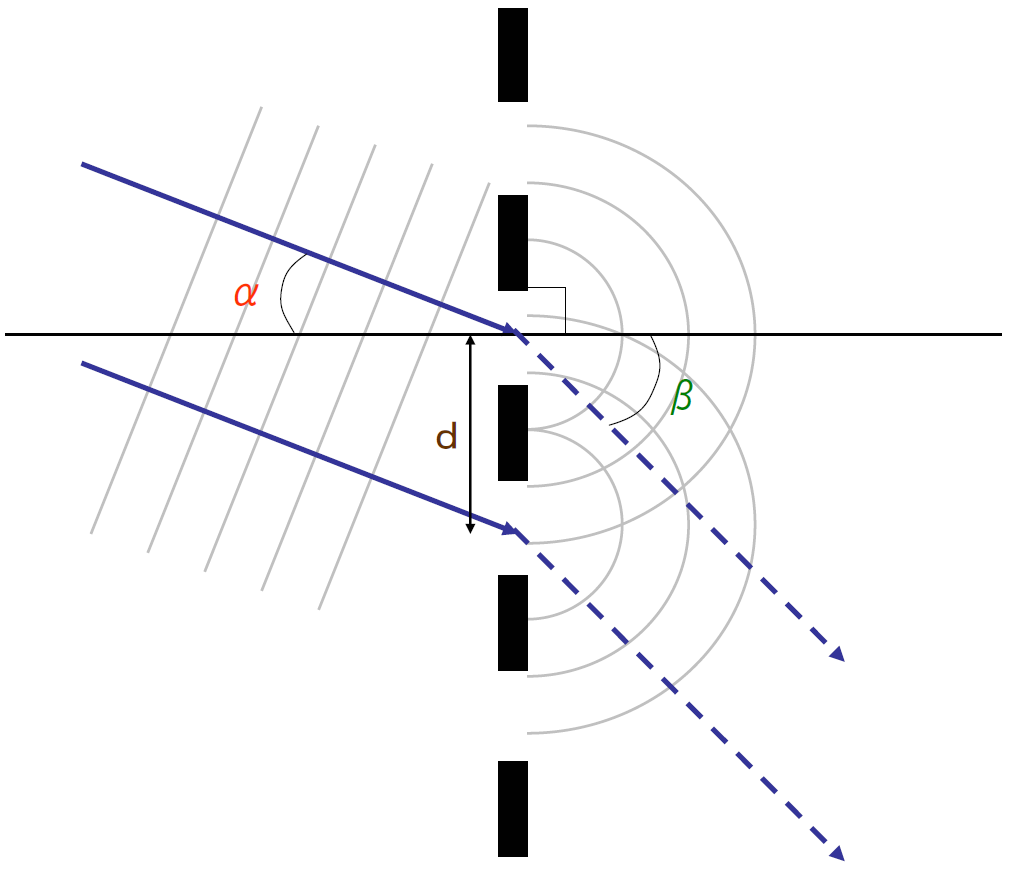
回折格子の断面と回折の模式図。入射光（青）が周期dの格子に対してαの角度で入射し、その一部がβ方向に回折していく様子を表す。

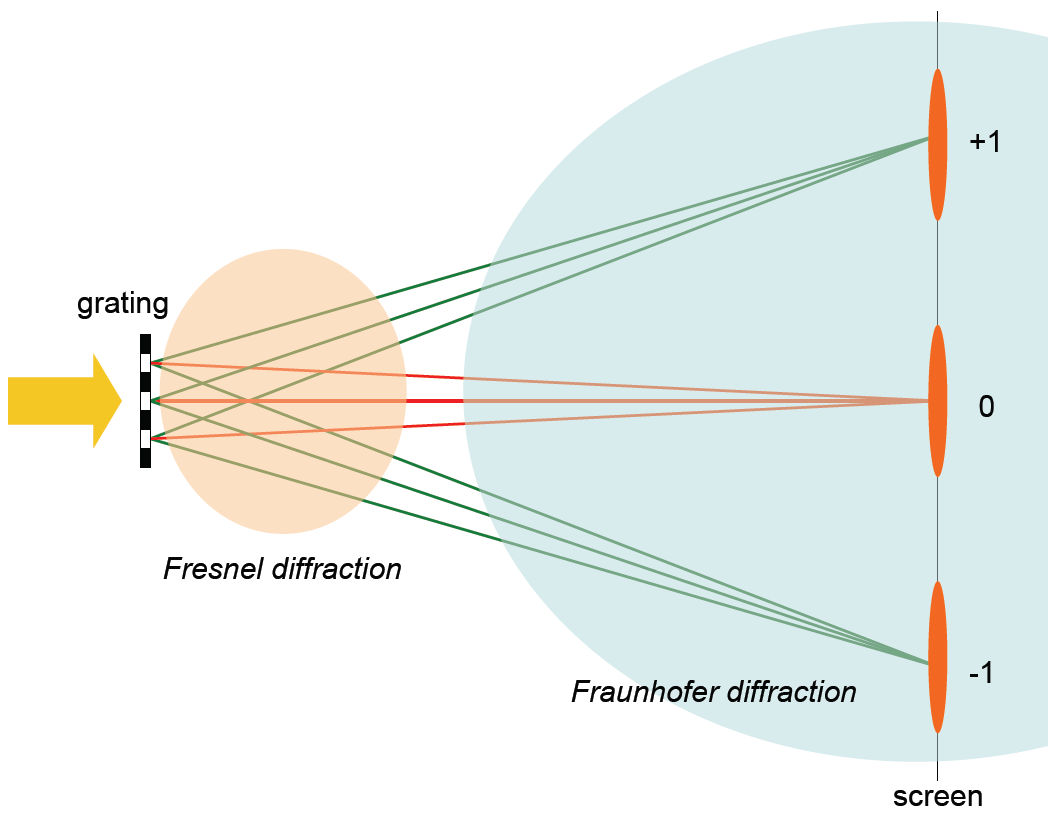
ピンクの部分はフレネル回折領域、青の部分はフラウンホーファー回折領域を表す（高次の干渉は略している）。

波動性のあるものなら回折するので、原理的にそのような対象向けの回折格子を作成することは可能である。ただし、物質との相互作用が小さい波動ほど回折格子の作成が難しくなる。例えばX線は可視光と比べて物質との相互作用の度合いが小さいため、回折格子の材質やパターン厚の条件がより厳しくなる。
分光をする場合の入射光は多色光だが、それを構成する異なる波長どうしの光は互いに干渉し合うことはない。よって単一波長の光（単色光）の回折と干渉現象だけ考えれば、多色光の場合はその重ね合わせで説明することができる。

### 透過型回折格子の原理
ここでは周期的に並んだ格子の開口部を光が透過して回折する場合について考える。回折格子に対して波面が平行な単色光を入射し、そこから十分離れた場所にスクリーン等を置いて格子から出てくる光を観測してみると、周期的な干渉縞が現れる。この縞のパターン形状や周期は格子のそれに対応したものになっており、直線の並んだ1次元パターンの格子を用いた場合はやはり直線が並んだ1次元の干渉縞となる。干渉縞を入射光の中心軸に近い方から0次、±1次、±2次...と順序づけていく（縞は対称なのでマイナス符号も用いる）と、この各次数の干渉縞はその縞ができている方向に回折してきた光の干渉によって生じている。つまり、干渉縞ができるポイントでは各開口部から出てきた光が強め合いの条件（等位相の波の重ね合い）を満たしている。この条件が満たされるためには、各開口部から出てきた光が波長の整数倍の行路差を持っていなければならない。そこで格子周期をd、波長をλ、入射角をα、出射角をβとすると整数nを用いて
{\displaystyle d\sin \alpha +d\sin \beta =n\lambda }
と強め合いの条件を表すことができる。ここでnは前述の次数に対応している。d、α、nが決まっている場合、この式より干渉縞が生じている方向への出射角βを求めると
{\displaystyle \beta =\arcsin {\Bigl (}{\frac {n\lambda -d\sin \alpha }{d}}{\Bigl )}}
となり、波長λに依存していることがわかる。これが分光の起こる理由である。
また、格子-スクリーン間の距離をL、干渉縞の周期をDとし、格子周期dに対しLが十分大きいとして近似を用いると
{\displaystyle D={\frac {\lambda L}{d}}}
と表せ、干渉縞の周期Dが格子周期dの逆数と格子-スクリーン間距離Lに比例することがわかる。よってL(>>d)の位置（フラウンホーファー回折領域）にできる干渉縞周期は、格子周期が小さく、観察場所が格子から離れているほど大きくなる傾向がある。
一方、Lがそれほど大きくない位置（フレネル回折領域）でも干渉縞は生じているのだが、その干渉条件は以上の場合とは異なる。フレネル回折領域では異なる次数の光どうしが干渉し合っており、Lを変えると干渉縞のパターンは変化する。干渉縞の形自体は周期的なのだが、その周期はフラウンホーファー回折領域の干渉縞とは異なり格子周期dとほぼ同程度のサイズになる。

## 歴史
初めて史実に登場する回折格子は18世紀のアメリカの自然科学者デビッド・リッテンハウス(David Rittenhouse)によって作られたもので、板の間に止めた2本のネジの間に髪の毛を40本/cm間隔で平行になるように張り、その髪の毛がパターンの役割を果たすというものだった。
その後、これと同じ構造の回折格子が19世紀の物理学者ヨゼフ・フォン・フラウンホーファーによって金属細線を用いて製作され、多色光（単色光の対義語）がどのような波長の光から構成されているかを定量的に調べるための道具として紹介された
。

## 自然界の回折格子

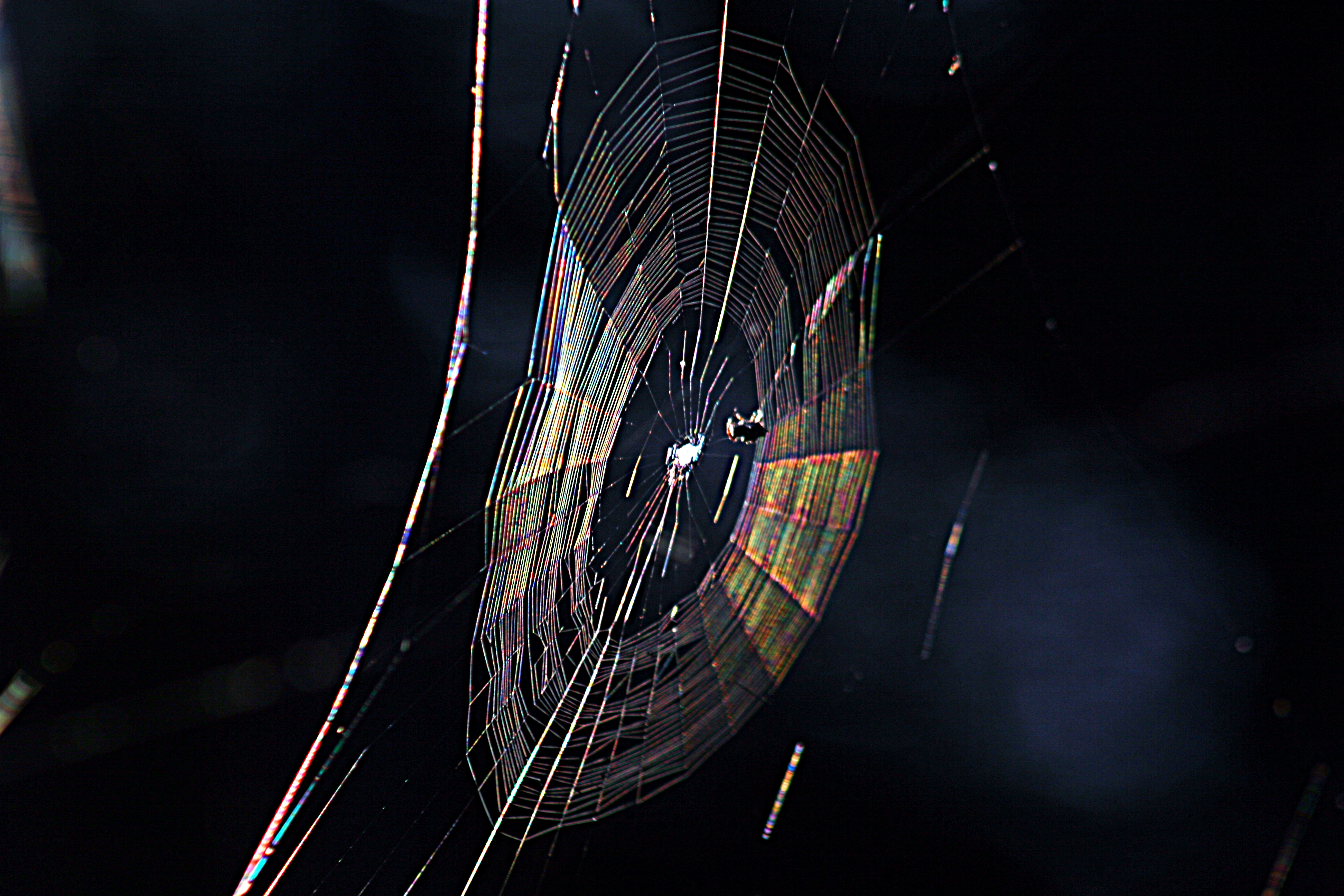
構造色の一種でクモの巣が回折格子の役割を果たして虹色に見えている。

自然界における回折格子の例は非常に少ない。一般的に回折格子と間違われやすいものは構造色と呼ばれるクジャクの羽、真珠層、蝶の羽である。虹色に見えるのは大抵薄膜干渉に拠るところが大きく、これらの干渉は鳥、昆虫、花でしばしばみられる。回折は視角の変化に伴って全てのスペクトルを生じさせるが、薄膜干渉は一部の狭いスペクトルしか観測されない。通常、植物や動物の細胞構造は回折格子の働きをするには不規則な幾何構造をしている。しかし、自然界における回折格子は貝虫の触角のように海中の無脊椎動物でみられ、バージェス頁岩の化石でも発見された。